# Georwill Pérez
Pour les articles homonymes, voir Pérez.
Pérez  Román est un nom espagnol. Le premier nom de famille, en général paternel, est Pérez ; le second, en général maternel, souvent omis, est Román.
Georwill Pérez Román, né le 2 mars 1993 à Aguadilla, est un coureur cycliste portoricain.

## Biographie
Georwill Pérez est originaire d'Aguadilla, une localité située au nord-ouest de Porto Rico. Dessinateur de profession, il participe aussi à des compétitions cyclistes depuis 2003. Son palmarès compte notamment divers titres de champion national en VTT,. Il représente régulièrement son pays lors de grands événements internationaux, comme les championnats du monde ou les championnats panaméricains. 
En 2021, il se classe troisième du championnat de Porto Rico sur route. Deux ans plus tard, il se distingue en terminant troisième de l'épreuve VTT cross-country aux Jeux d'Amérique centrale et des Caraïbes. Il devient ensuite champion de la Caraïbe dans cette discipline en 2024 et 2025. 

## Palmarès sur route

### Par année
- 2021
  - 3e du championnat de Porto Rico sur route
- 2024
  - 2e du championnat de Porto Rico sur route

### Classements mondiaux
| Année                                 | 2021 | 2022 | 2023 | 2024  |
| ------------------------------------- | ---- | ---- | ---- | ----- |
| Classement mondial                    | nc   | nc   | nc   | 1485e |
| UCI America Tour                      | 229e | 266e | nc   | nc    |
|                                       |      |      |      |       |
| Légende : nc = non classéSource : UCI |      |      |      |       |

## Palmarès en VTT

### Jeux d'Amérique centrale et des Caraïbes
- San Salvador 2023
  -  Médaillé de bronze du cross-country

### Championnats de la Caraïbe
- Santiago de los Caballeros 2024
  -  Médaillé d'or du cross-country
- Santiago de los Caballeros 2025
  -  Médaillé d'or du cross-country
  -  Médaillé d'or du cross-country short track

### Championnats nationaux
| - 2010 - Champion de Porto Rico de cross-country juniors - 2013 - 2e du championnat de Porto Rico de cross-country - 2017 - Champion de Porto Rico de cross-country - 2018 - 3e du championnat de Porto Rico de cross-country - 2019 - Champion de Porto Rico de cross-country - 2021 - Champion de Porto Rico de cross-country - 2e du championnat de Porto Rico de cross-country short track | - 2022 - 2e du championnat de Porto Rico de cross-country short track - 2023 - Champion de Porto Rico de cross-country - 2e du championnat de Porto Rico de cross-country short track - 2024 - Champion de Porto Rico de cross-country - Champion de Porto Rico de cross-country short track - 2025 - Champion de Porto Rico de cross-country - Champion de Porto Rico de cross-country short track |  |